# Villa Schnitzler

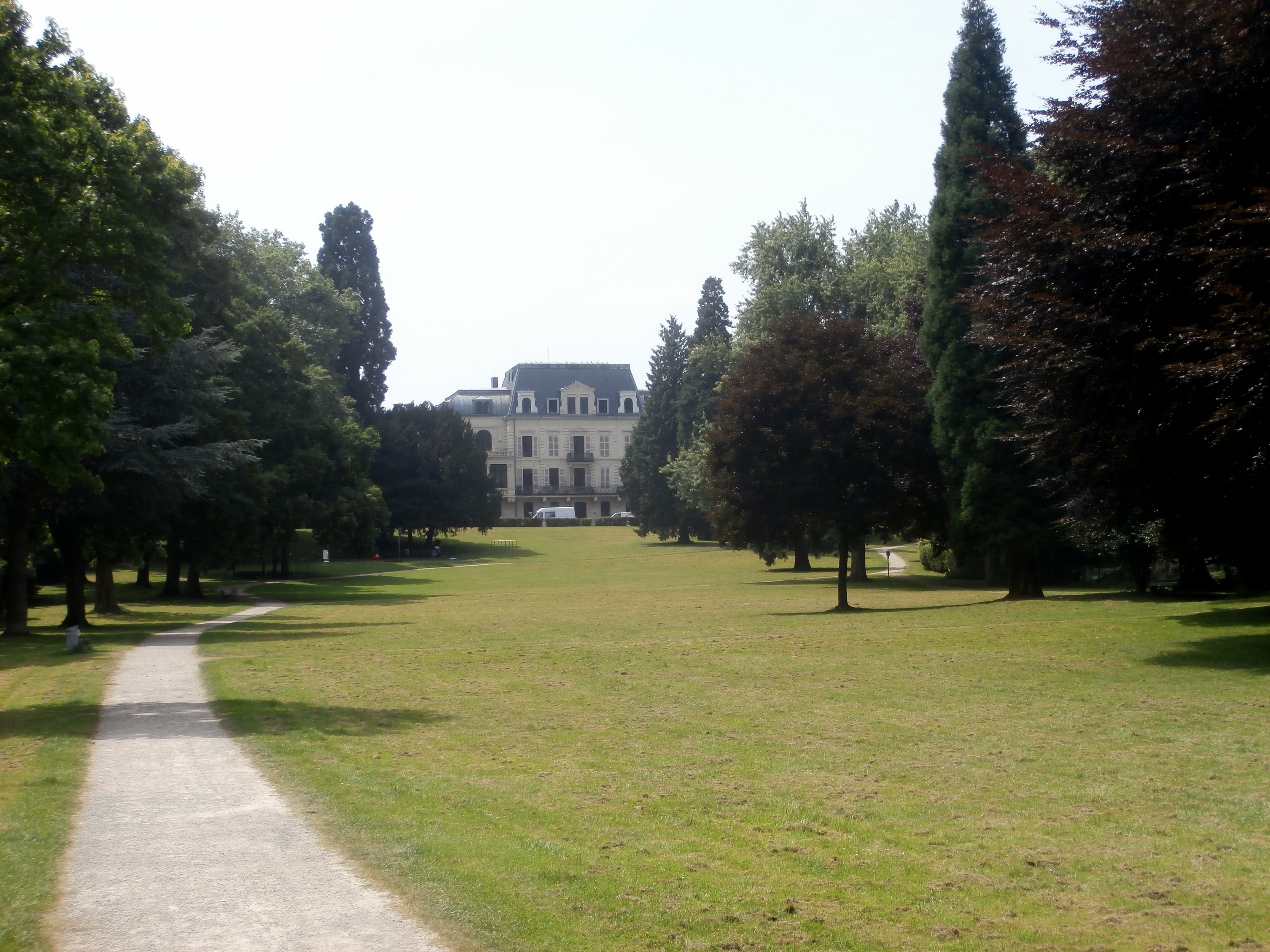
Blick auf die Villa Schnitzler und den Drachensteinpark

Die Villa Schnitzler (auch Haus Drachenstein) ist eine denkmalgeschützte Villa in der Mainzer Straße 210 in Mehlem, einem Ortsteil von Bonn-Bad Godesberg.

## Geschichte
1838 erwarb der pensionierte Landbaumeister Joseph Laurenz Spitz ein Weinberggelände direkt am Rhein in Mehlem. Noch im gleichen Jahr erbaute er darauf ein einfaches Landhaus im Schweizer Stil. Spitz wollte dort eine Gaststätte betreiben. Doch schon Anfang Oktober 1838 bot er das „neu erbaute und für herrschaftliche Familie sich eignende Haus, enthaltend Stallung, großer Garten etc. [...] mit darin befindlichem Meublement“ zum Verkauf an. Der Verkauf kam jedoch nicht zustande.
Anfang 1840 versuchte Spitz erneut, Haus Drachenstein zu verkaufen. Offensichtlich war der Besitzer inzwischen in finanzieller Not, denn im Bonner Wochenblatt wurde ein Notartermin zum Verkauf oder zur Verpachtung an den Meistbietenden angesetzt; der allerdings kam nicht zustande, da Spitz doch noch einen Käufer fand. Gebäude und Grundstück wurden von Gustav Franken, einem Rentner aus Düsseldorf, für „6700 Thaler und zwei Groschen pro Thaler Aufgeld“ erworben. Zu einem nicht bekannten Zeitpunkt erwarb dann der Geheime Kommerzienrat Karl Eduard Schnitzler das Landhaus und nutzte es fortan als Sommersitz. Nach dem Tod seiner Frau verkaufte er Haus Drachenstein an den Kaufmann Jules Armand Grisar. Dieser ließ es 1876 umfassend umbauen. Das Haus erhielt in dieser Zeit sein heutiges Aussehen.
1889 erwarben die Schwiegereltern des Justizrats Viktor Schnitzler, ein Enkel des früheren Besitzers Carl Eduard Schnitzler, die Villa. Nachdem Otto Andreae 1910 und seine Witwe 1917 gestorben waren, kam das Haus in den Besitz der Schnitzlers. Diese lebten hier anfangs vor allem im Sommer und siedelten im Herbst 1931 ganz nach Mehlem um.:72
Bis in die 1920er-Jahre war der zwei Hektar große, parkähnliche Landschaftsgarten zwischen dem Haus und dem Rhein Privatgrund der jeweiligen Besitzer. Es bildet eine Sichtachse zum Drachenfels auf der gegenüberliegenden Rheinseite. Nach langen Verhandlungen erklärten sich die Schnitzlers 1925 bereit, den Park für die Öffentlichkeit freizugeben. Am 16. und 18. August 1926 wurde ein Vertrag zwischen den Besitzern und der Gemeinde Mehlem geschlossen. Die Bauarbeiten konnten beginnen und wurden 1927 beendet. Im Rahmen der Erschließung des Parks entstanden bis 1930 auch fünf neue Straßen, darunter die Mainzer Straße (damals Coblenzer Straße), die heute den Drachensteinpark und die Villa trennt.:69f Acht heute noch vorhandene ionische Säulenfragmente auf der Nordseite des Parks stammen von Viktor Schnitzler von einer Ägyptenreise Ende des 19. Jahrhunderts.
Viktor Schnitzler verstarb 1934, seine Frau Ludowika 1955. In der Folge stand das Gebäude leer und verfiel zusehends. 1974 sollte es abgerissen werden, was allerdings nach Protesten verhindert wurde. Durch eine Zwangssanierung wurde das Gebäude notdürftig renoviert und winterfest gemacht. 1981 wurde das Bauwerk dann unter Denkmalschutz gestellt und von Dezember 1987 bis März 1989 vollständig saniert.:77f Die Villa wurde durch den Umbau in Eigentumswohnungen unter Berücksichtigung der ursprünglichen Außen- und Innenarchitektur wieder hergestellt.

## Architektur
Das Gebäude wurde 1838 als kleines Landhaus im Schweizer Stil erbaut und 1876 im Stil der französischen Renaissance umgebaut und erweitert. Der Mittelbau mit fünf Fensterachsen und steilem Mansarddach wird von zwei zurückgesetzten Anbauten flankiert, die zum Rhein hin im zweiten Stock große Terrassen besitzen. Die Front der Anbauten wird von großen Fenstern im ersten Stock beherrscht. Der Mittelbau besitzt zur Rheinseite einen knapp vorspringenden Mittelrisalit mit drei Achsen und Balkon und wird durch Lisenen gegliedert. Dem Mittelbau ist im ersten Stock ein Balkon mit schmiedeeisernem Geländer über die komplette Front vorgelagert. Das niedrige Erdgeschoss ist ungewöhnlich schmucklos.